# 公的医療保険制度
公的医療保険制度（こうてきいりょうほけんせいど、Health Insurance）とは、日本の公的扶助制度。「被用者保険」、「国民健康保険」、「後期高齢者医療制度」の3つの総称。
日本のこの制度下においては、医療機関の窓口で払う医療費は原則3割となっている。

## 概要
日本では、生活保護の受給者などの極一部を除く日本国内に住所を有する全国民、および1年以上の在留資格がある日本の外国人は何らかの形で公的医療保険に加入するように定められている（≠強制保険）。

### 戦前
1920年代以前の日本における医療保険と生命保険は、民間企業労働者には民間共済組合、公務員には官業共済組合によって提供されていた。日本で最初の健康保険制度は、第一次世界大戦以後の1922年（大正11年）に初めて制定された健康保険法の制定である。これにより、10人以上の従業員の企業は健康保険組合が従業員の健康保険を提供することが義務付けられた。1927年（昭和2年）に施行された職域の被用者保険であった。元は鉱山労働などの危険な事業に就く労働者の組合から始まったこの制度は徐々にその対象を広げられた。

### 国民健康保険法の改正による国民皆保険以後
国民健康保険制度にて“国民皆保険”が達成されたのは、岸信介内閣における1958年12月23日の国民健康保険法の全面改正以降からである。(1961年（昭和36年）)

### 革新自治体における高齢者医療費無料化以降
老人医療費無料化(高齢者医療費無償化)などの左派ポピュリズム政策による財政規律を無視した美濃部亮吉都政(1967年-1979年)など日本社会党と日本共産党の支援を受けた候補が自民党支援候補に都市部で勝つなど革新自治体の選挙での躍進した。1970年代には東京・大阪・京都・横浜などで社共共闘の知事が誕生し、次々と無償化政策を行った。  1972年には2県を除いた都道府県で高齢者医療費無償化が導入された。反対してきた日本政府・自民党も全国(残り2県)での導入を求める人々の声に圧迫された。日本が西側諸国でいることに批判的な革新派が地方自治体で台頭してきたことに危機感を覚えた田中角栄首相は、旧大蔵省（現財務省）などの財政上継続不可能との反対論を退けて老人福祉法を改正し、1973年に老人医療費支給制度(全国の高齢者医療費無料化)を導入した。70歳以上の老人医療費無料化制度を国家的に行った以降から、国家や地方自治体財政における医療費や社会的入院が爆発的増加し、高齢者の加入者が多い国民健康保険の財政を窮迫した。革新自治体も「減税しながら財政支出を増やす相反する政策」を繰り返したことで財政赤字となった。 高齢者医療費無償化などマルクス経済学者美濃部亮吉都知事による1967年からの3期都政によって、東京都の財政は巨額の累積赤字に苦しむ状況になっていた。しかし、1979年に美濃部亮吉引退後の都知事選で自民党などの推薦を受け、美濃部革新都政を「バラマキ行政」と批判していた「元官房副長官」「内務官僚のエース」である鈴木俊一都知事が当選。財政破綻寸前だった「革新の美濃部都政」からの政策転換し、改革実行による財政再建に取り組み、都知事一期目で都政の財政赤字を解消させた。他にも幹部ポストの削減や都庁の新宿移転などを行った。

### 「医療費亡国論」と各種現役世代負担軽減改正要求
1983年以降「医療費亡国論（医療費の増大は国を亡ぼす）」が指摘され、「老人医療費支給制度」は1984年に健康保険法の改正まで10年間続いた。
財政救済のために2008年に施行された高齢者の医療の確保に関する法律による後期高齢者医療制度導入など累次の制度改正が行われてきた。その後も「高齢者の医療費」を支える現役世代に重い保険料負担がかかっているため、全世代型への転換(高齢者にも応分負担)が求められている。
2019年度の国民医療費は44兆3,895億円となり、2018年度の43兆3,949億円との比較で9,946億円(前年比2.3％の増加、一人当たりの国民医療費は35万1,800円増加)となっている。2019年度の国民医療費のうちに27兆629億円（全体の61％）は65歳以上の高齢者医療費である。

## 仕組み・統計

### 公的医療保険加入者数と各内訳
| 保険者              | 加入者数(万人) |
| ------------------- | -------------- |
| 国民健康保険        | 3,831          |
| 協会けんぽ          | 3,502          |
| 健保組合・共済など  | 3,869          |
| 後期高齢者医療制度  | 1,473          |
| (参考) 民間医療保険 | 1,586万契約    |

### 日本の公的医療保険
| 公費負担医療給付                      | 公費負担医療給付                  | 公費負担医療給付   | 3兆1222億円（007.3%）  |
| 後期高齢者医療給付                    | 後期高齢者医療給付                | 後期高齢者医療給付 | 15兆2868億円（035.3%） |
| 医療保険等給付 19兆3653億円 （45.1%） | 被用者保険 10兆2934億円 （24.0%） | 協会けんぽ         | 5兆7040億円（013.3%）  |
| 医療保険等給付 19兆3653億円 （45.1%） | 被用者保険 10兆2934億円 （24.0%） | 健康保険組合       | 3兆5259億円（008.2%）  |
| 医療保険等給付 19兆3653億円 （45.1%） | 被用者保険 10兆2934億円 （24.0%） | 船員保険           | 184億円（000.0%）      |
| 医療保険等給付 19兆3653億円 （45.1%） | 被用者保険 10兆2934億円 （24.0%） | 共済組合           | 1兆0450億円（002.4%）  |
| 医療保険等給付 19兆3653億円 （45.1%） | 国民健康保険                      | 国民健康保険       | 8兆7628億円（020.4%）  |
| 医療保険等給付 19兆3653億円 （45.1%） | その他労災など                    | その他労災など     | 3091億円（000.7%）     |
| 患者等負担                            | 患者等負担                        | 患者等負担         | 5兆1922億円（012.2%）  |
| 総額                                  | 総額                              | 総額               | 42兆9665億円（100.0%） |

#### 被用者保険
- 全国健康保険協会管掌健康保険（協会けんぽ）
  - 健康保険組合を持たない企業の従業員で構成される。2008年（平成20年）9月までは社会保険庁が政府管掌健康保険（政管健保）として運営していたが、現在は全国健康保険協会が運営している。
- 組合管掌健康保険（組合健保）
  - 企業や企業グループ（単一組合）、同種同業の企業（総合組合）、一部の地方自治体（都市健保）で構成される健康保険組合が運営。2010年（平成22年）4月1日現在、1462の健康保険組合が存在する。
- 船員保険
  - 船舶の船員。医療保険部分と労災保険の船員独自給付部分。かつては一般の労災保険、雇用保険、公的年金機能も併せ持っていたが順次切り離された。社会保険庁が運営していたが、2010年（平成22年）1月1日からは全国健康保険協会（船員保険部）が運営している。
- 日雇健康保険
  - 健康保険の適用を除外される者のうち、所定の要件を満たす者で構成される。全国健康保険協会が運営している。
- 共済組合
  - 国家公務員、地方公務員、一部の独立行政法人職員、日本郵政グループ社員、私立学校教職員。かつては独自の公的年金制度（長期給付）を併せ有していたが、公的年金制度は厚生年金に統合された。
- 自衛官診療証
  - 自衛隊員のうち、自衛官、予備自衛官等（召集中のみ）、自衛官候補生、防衛大学校・防衛医科大学校学生、陸上自衛隊高等工科学校生徒などいわゆる『制服組』において公費で診療を受給される者への保険給付、防衛省管轄[* 2]。自衛官の扶養者は防衛省共済組合の組合員証が交付される。

#### 地域保険
被用者保険の被保険者とされない者（個人事業主、無職者、被用者保険に加入できない労働者等）が加入する。
- 国民健康保険（国保）- 市町村（特別区を含む。）が行っている。
- 国民健康保険組合 - 自営業であっても同種同業の者が連合して、国民健康保険組合を作ることが法律上認められている
  - 国民健康保険は一般的に被用者保険よりも保険料（保険税）が高く、また市区町村によって保険料の計算方法が大きく異なる。

#### 後期高齢者医療制度
75歳以上の者と後期高齢者医療広域連合が認定した65歳以上の障がい者を対象とする医療保険制度（ただし、生活保護受給者を除く）であり、2008年（平成20年）4月1日からスタートした。
保険者は各都道府県ごとの全市町村で構成される後期高齢者医療広域連合であり、財源は被保険者の払う保険料、健康組合等が拠出する後期高齢者交付金、国、都道府県、市町村の補助や負担金により担われる。

#### （参考）生活保護（医療扶助）
生活保護受給者のうち公的医療保険の対象者でない者については、保険制度によらずに公的扶助制度により生活保護の一種として医療の提供が行われる。生活保護の受給者は、国民健康保険の対象となることはできない（国民健康保険法第6条）。

### 外国で病気やけがで医療機関を受診する場合
外国では日本の公的医療保険は使えないが、外国でけがや病気になって現地の医療機関を受診した場合、国外で支払った医療費について、帰国してから加入している保険者に請求することのできる海外療養費という制度がある。ただし、手続きには診療内容明細書（診療の内容、病名・病状等が記載された医師の証明書）と領収明細書（内訳が記載された医療機関発行の領収書）、およびこれの和訳文が必要となる上、公的医療保険から支給される金額は日本での同様の病気やけがの医療費（標準額）と支給決定日の外国為替換算率を基準に算定されるため、外国でかかった医療費が高額な場合は公的医療保険から戻される割合が低いことがある。
また、救急車代（外国では基本的に救急車は有料）などは対象にならないことや、一時的に医療費を立替払いする必要が生じるため、海外旅行傷害保険を契約（クレジットカードによっては標準でセットされていることも多い）しておくと、医療費の請求を保険会社に　回すことができ、主要国では現地での日本語によるサポートが受けられることが多い。海外旅行傷害保険から医療費が保険金の形で降りても、公的医療保険の海外療養費の支給額が減額されることはないとのこと。

## 日本における民間医療保険の状況
日本における民間医療保険は、医療費の自己負担額分の補填、差額ベッド代や交通費などの雑費、さらには休職による収入減少分などを補う現金給付、すなわち公的医療保険の補完が目的である。また、悪性疾患と診断をされた場合の「お見舞い金」という名目のものもある。診断結果、傷害の程度、手術の種類、通院や入院の日数などに応じて、定められた給付額が支払われるというプランも多い。民間の保険会社により販売されるものであり、直接の公的助成はないものの、支払った保険料は一定の条件のもとで所得税計算上の控除額（生命保険料控除）に計上できる。
「第三分野保険」と分類されるこの分野は、中小の国内生保や外資生保が主力としてきており、特に米国の生命保険会社が販売を伸ばしてきた。結果、一例として特定疾病保険の代表であるがん保険分野では、1974年（昭和49年）に営業を開始したアメリカンファミリー生命保険（現アフラック生命保険株式会社）が日本で初めてがん保険を売り出し、長年首位の座を維持してきている。
2001年（平成13年）、米国との合意に基づいて第三分野保険分野の自由化が認められ、日本国内の生命保険会社・損害保険会社の本格参入が可能となり、その後、多数の保険会社がこの市場に参入した。2006年（平成18年）11月、外資系を含む多くの保険会社で、医療保険を中心とした第三分野保険における保険金の不当不払いが大量に行われていたことが明るみに出た。

## 不正受給・財政問題
- 医療詐欺 - 保険の不正受給[23] - 療養費の不正請求,
- 生活保護問題#医療費無償による扶助悪用問題
- 高額な薬品等への保険適用による財政問題[24]
- 高齢者のための現役世代負担限界や財政負担問題・年齢による不公平問題[25]。

### 高齢者医療費膨張による財政問題・長期間寝たきり高齢者延命問題
日本の医療制度は公費負担割合が大きく、アメリカ型よりもヨーロッパ型に近い。そして、ヨーロッパ先進国の多くではレカネマブなどの高額薬品への保険適用導入には慎重であるのにもかかわらず、日本ではレカネマブなどの治療効果の薄いが高額な薬品にも保険適用されている。｢社会保険料の急騰で(日本の)現役世代は死ぬ｣と指摘されている。レカネマブという新薬390万円使用時の自己負担は僅か14万円であり、差額負担は誰がするのかと批判されている。そして、「進行を27%遅らせるだけで要介護期間が延びるだけ」とも指摘されている。
手厚い福祉政策で知られる北欧諸国の特徴として、「自分で食事をできなくなった高齢者は、無理な食事介助を行わず、自然な形で看取る」ために、日本のような長期間寝たきり老人がいないことが挙げられる。逆に日本の認知症高齢者などでよくみられる、胃ろうなどの栄養剤注入による生命維持は虐待と考えられている。「個人の尊重」」面からも北欧国民には、「長期間寝たきり老人」をつくらない福祉政策が受け入れられている。